# Новоселівка (Нікопольський район)
Новосе́лівка — село в Україні, у Нікопольському районі Дніпропетровської області. Входить до складу Першотравневської сільської громади. Населення — 117 мешканців.

## Географія
Село Новоселівка знаходиться на відстані 4,5 км від села Новоіванівка. По селу протікає пересихаючий струмок з загатою.
Відстань до райцентру становить близько 37 км і проходить автошляхом Т 0432.

## Історія
До 2017 року орган місцевого самоврядування — Новоіванівська сільська рада.
12 червня 2020 року, відповідно до розпорядження Кабінету Міністрів України № 709-р від «Про визначення адміністративних центрів та затвердження територій територіальних громад Дніпропетровської області», увійшло до складу Першотравневської сільської громади.
19 липня 2020 року, в результаті адміністративно-територіальної реформи і ліквідації Нікопольського району(1923—2020), село увійшло до складу новоутвореного Нікопольського району.

## Населення

### Мова
Розподіл населення за рідною мовою за даними перепису 2001 року:
| Мова       | Кількість | Відсоток |
| ---------- | --------- | -------- |
| українська | 113       | 96.58%   |
| російська  | 4         | 3.42%    |
| Усього     | 117       | 100%     |